# آکیرا نیشینو
آکیرا نیشینو (به انگلیسی: Akira Nishino) بازیکن فوتبال اهل ژاپن و عضو تیم ملی فوتبال این کشور و سرمربی تیم ملی فوتبال ژاپن در جام جهانی ۲۰۱۸ بود. او در تاریخ ششم مارس ۱۹۷۷ میلادی اولین بازی ملی‌اش را انجام داد. وی در ۱۲ بازی ملی حضور داشت و آخرین بازی ملی خود را در تاریخ ۲۶ ژوئیه ۱۹۷۸ میلادی انجام داد. آکیرا نیشینو در بازی‌های ملی‌اش یک گل به ثمر رساند.